# Feketeként vásárolni
A „feketeként vásárolni” vagy angolul shopping while black egy gyakran használt kifejezés a faji diszkrimináció azon formájára, amikor valakit azért nem vagy rosszul szolgálnak ki, mert fekete bőrszínű. Ez a jelenség a fogyasztói rasszizmus, a fogyasztó faji diszkriminációja, a fogyasztó faji alapon való megkülönböztetése és a fogyasztó faji alapon való megkülönböztetése kiskereskedésben néven is ismert. Leginkább angol nyelvterületű országokban használatos, mint az Amerikai Egyesült Államok, Kanada és az Egyesült Királyság.

## Áttekintés
A "feketeként vásárlás" alatt leggyakrabban azt értjük, amikor egy alkalmazott vagy biztonsági őr, aki azt gyanítja, hogy a fekete fogyasztó lopni fog, követi vagy nagyon figyeli, hogy a fekete vásárló mit csinál. A "feketeként vásárlás" további formái, hogy a fogyasztót nem engedik be a boltba, megtagadják tőle a kiszolgálást, rasszista kijelentéseket tesznek félhangosan, átkutatják őket, igazoltatják őket, csak egy bizonyos mennyiségben engedik a vásárlást, több pénzt kérnek ugyanazért a termékért, mint másoktól, a vásárlás feltételének szabják, hogy hitelkártyájuk limitje magasabb legyen, mint másoké, illetve szigorú kérdéseket tesznek fel. Ennek oka lehet a bolt házirendje vagy az alkalmazott egyéni előítéletessége. A fogyasztó faji alapon való megkülönböztetése élelmiszer-, ruha-, irodai boltokban és nagyáruházakban egyaránt előfordul. A következő cégeket vádolták a fogyasztó rasszista diszkriminációjával: Eddie Bauer, Office Max, Wal-Mart, Sears, Dillard's, Macy's és Home Depot.

## A szó eredete
A "shopping while black" a "driving while intoxicated" (részegen vezetni) kifejezésből levezetett szójáték. A "driving while intoxicated"-ből először "driving while black" (feketeként vezetni) lett, majd ebből lett a "shopping while black". Ez a levezetés arra utal, hogy részegen vezetni valóban bűncselekmény és hogy feketeként akkor is bűnözőként kezelnek, ha az illető nem követett el semmit. A jelenség az Egyesült Államok, Kanada és az Egyesült Királyság és egyéb országok alkotmányos rasszizmusának történelméből ered.

## Esetek
Egy 2006-ban készült elemzés, melyet szövetségi bírósági döntéseken végeztek, kimutatta, hogy az Illinois állambeli boltokban valós és vélt rasszizmus is jelen van.
Shaun L. Gabbindon kriminológus 2003-as "Racial Profiling by Store Clerks and Security Personnel in Retail Establishments: An Exploration of 'Shopping While Black" című publikációjában azt írja, hogy a téves letartóztatások miatti panaszok többségét az Egyesült Államokban Afro-Amerikaiak nyújtották be.
Kutatók, akik 75, New York és Philadelphia fekete negyedeiben élő feketével vettek fel mélyinterjút, a következőre jutottak: a vizsgált személyek 35%-a állította, hogy állandó rossz bánásmódban részesültek, amikor fehér negyedben vásároltak, ellenben ha fekete negyedben, akkor csak 9%.
1995-ben egy fiatal fekete férfit, aki az Eddie Bauer egy Washington D.C. külvárosi boltjában vásárolt, meggyanúsították, hogy az ing, amit viselt, lopta és hátra kellett azt hagynia, mielőtt elhagyhatta a boltot. Szövetségi polgári pert indított és 1 millió dollárt ítéltek a javára.
2000-ben egy Billy J. Mitchell nevű fekete férfinek 450,000 dollárt ítéltek meg, amiért letartóztatták a Dillard's-ban, annak ellenére, hogy nem tett semmit.
Szintén 2000-ben történt, hogy egy fekete nő pert vesztett a Citibank ellen, miután jogtalanul őrizetbe vették amiatt, hogy nagy összegben vásárolt Citibankos Visa kártyájával.

## Válaszok
Azok, akik megtapasztalták a faji diszkrimináció ezen formáját, zavarba ejtőnek, sértőnek, fájdalmasnak és ijesztőnek írták le.
Néhány fekete vásárló úgy próbálja elkerülni a rasszizmust, hogy nem megy fehér tulajdonban lévő üzletbe vagy szándékosan középosztálybeli ruhákat vesz fel. A középosztálybeli feketék, mivel esetükben valószínűbb, hogy fehér környezetben élnek és dolgoznak, több fogyasztói rasszizmust élnek át, mint a szegényebb feketék.
A "feketeként vásárlás"-ra adott megoldásokat az "exit, voice and loyalty" három csoportjába oszthatjuk. Az exit a bolt elhagyását, a voice a panaszt, bojkottot vagy perindítást, a loyalty a bolt iránti hűséget, azaz a további vásárlást takarja. Bojkott indítása akkor valószínűbb, ha a negyedben nagyobb arányban vannak feketék, mint fehérek. Henri Tajfel és John Turner szociálpszichológusok ezt a módszert pragmatikusnak és észszerűnek nevezik: egy bojkott valószínűleg akkor lesz sikeres, ha a lakosok támogatóak, és az üzlet tulajdonosának szociális státusza hasonló a sajátodhoz.
Michael Moore filmrendező és társadalomkritikus 2001-es könyvében, a "Stupid White Men"-ben azt javasolja fekete olvasóinak, hogy inkább csak online és katalógusokból vásároljanak és ha muszáj személyesen vásárolniuk, akkor azt meztelenül tegyék, mert "különben könyörögnek, hogy tartóztassák le őket".

## Hírességek esetei
1992-ben az énekes-dalszövegíró R.Kelly azt nyilatkozta a Jet magazinnak, hogy amikor egy chicagói bevásárlóközpontba aláírást ment osztani, "a biztonsági őrök a ruházatom és a tény alapján, hogy fiatal fekete férfi vagyok, azt hitték, hogy bolti tolvaj vagyok".
2001-ben Oprah Winfrey a következő esetet nyilatkozta a Good Housekeeping magazinnak: őt és egy fekete ismerősét nem engedték be egy boltba, ahova fehéreket igen, állítólag mert az alkalmazottak szerint hasonlítottak azokra a fekete transzszexuálisokra, akik korábban ki akarták rabolni az üzletet. 2005-ben Winfrey-től megtagadták a szolgáltatást egy párizsi luxusüzletben, a Hermès-ben, amikor a bolt éppen zárt. Winfrey szóvivője ezt "Oprah Crash (összeomlás) pillanat"-ának nevezte, ami utalás a 2004-es Crash című filmre, mely a Los Angeles-i faji és szociális feszültségekről szól.
2013-ban egy zürichi bolti alkalmazott nem mutatott meg egy 38.000 dolláros Tom Ford krokodilbőrtáskát Winfreynek, mert "túl drága és ön nem engedheti meg magának". A Trois Pommes butik alkalmazottja később azt mondta, hogy Oprah Winfrey hazudott arról, hogy mi történt, az alkalmazott kifejezetten tagadja, hogy azt mondta volna, hogy Winfrey nem engedheti meg magának a krokodilbőrtáskát és hogy megkérdezte Winfrey-t, szeretné-e megnézni a táskát, mire az nem felelt.
A 2007-es Condoleezza Rice életrajzban (Condoleezza Rice: An American Life), az író Elisabeth Bumiller két "feketeként vásárlás"-t is leír: egyszer amikor Rice hatévesen az anyjával egy nagyáruházban vásárolt és egy alkalmazott megpróbálta megakadályozni, hogy Rice anyja egy csak fehéreknek fenntartott próbafülkét használjon, valamint amikor Rice-nak a Palo Alto egy alkalmazottja olcsó ékszereket mutatott, mert azok "jobb fülbevalók", mint amiket Rice kért.

## Hasonló szójátékok
A leghíresebb szójáték a "driving while black" (feketeként vezetni), de létezik még a "feketeként gyalogolni", ami járókelői, a "feketeként tanulni", ami az iskolai és a "feketeként enni", ami pedig az éttermi rasszista inzultusokra vonatkozik. Danny Glover 1999-ben sajtótájékoztatót tartott, mert New York City-ben a taxisok nem álltak meg, amikor intett nekik, ezt "feketeként integetni"-nek nevezték. Ezt a jelenséget később Michael Moore TV Nation című műsorában vizsgálták.
2001-ben, az American Civil Liberties Union meggyőzte a Drug Enforcement Administration-t (Kábítószer-ellenes Hivatal), hogy fizessék vissza azt a 7000 dollárt, amit egy fekete üzletembertől azért koboztak el az omaha-állambeli Nebraska repülőtéren, mert azt hitték, hogy drogpénz. Ezt az American Civil Liberties Union "feketeként repülni"-nek nevezte. Egy fájdalomspecialista, aki sarlósejtes betegségben szenvedőket kezel a manhatteni Beth Israel Medical Center-ben azt jelentette, hogy az orvosok éveken át fájdalom elviselésére kényszerítettek afroamerikai sarlósejtes betegeket, mert azt sejtették, hogy a feketék függővé válnak majd a gyógyszertől. A Time magazin ezt "feketeként betegeskedni"-nek nevezte.